# Crotonia ardala
Crotonia ardala är en kvalsterart som beskrevs av Malcolm Luxton 1987. Crotonia ardala ingår i släktet Crotonia och familjen Crotoniidae. Inga underarter finns listade i Catalogue of Life.